# Facultad de Matemáticas de la Pontificia Universidad Católica de Chile
La Facultad de Matemáticas de la Pontificia Universidad Católica de Chile tiene como origen a la Escuela de Matemáticas creada en 1966 como parte de la Facultad de Ciencias Físicas y Matemáticas. Posteriormente, 1969 se estableció como Instituto de Matemáticas, como parte de la Facultad de Ciencias recientemente creada. En el Instituto se logró reunir por primera vez a todos los profesores de Matemáticas y Estadística de la Universidad, permitiendo tomar a su cargo la investigación, docencia y extensión en estas dos áreas.
La Facultad de Matemáticas se encuentra ubicada en el Campus San Joaquín de la misma institución e imparte las carreras de, Licenciatura en Matemática, Licenciatura en Estadística y Título Profesional de Estadístico, además de programas de magíster y doctorado en Matemáticas y Estadística.

## Historia

### Instituto
En 1969, se creó el Instituto de Matemáticas como parte del área de Matemáticas, Física y Química. Este Instituto reunió a todos los profesores de Matemáticas y Estadística de la Universidad, tomando a su cargo la investigación, docencia y extensión en estas dos áreas, y de impartir la carrera de Licenciatura en Matemáticas. 
Entre los principales hitos en el desarrollo del Instituto de Matemática se destacan la formación de uno de los primeros grupos en Chile realizando activamente investigación en matemáticas, en sus inicios especialmente en el campo de la Lógica Matemática; la creación del programa de Magíster y Doctorado en Matemática en 1972; la creación de la Licenciatura en Matemáticas, y del primer título en Estadística en 1972. 
Dirigieron el Instituto los profesores Hugo Finsterbush, Felipe Villanueva, Luis Gómez y Rolando Chuaqui. Entre los años 1974 y 1980, el Departamento de Probabilidad y Estadística se separó del Instituto, formando un Departamento autónomo. Fue dirigido por el profesor Carlos Prado, y en ese período se creó el título de Estadístico (1974).

### Facultad
En 1982, se creó la Facultad de Matemáticas, y entre sus logros se destacan la consolidación de la facultad como un centro activo de investigación en varias campos de las matemáticas y estadística; el auspicio y creación de los primeros programas de búsqueda de talentos matemáticos en Chile; la creación del Ciclo Básico de Matemáticas como plan común a la Licenciatura y a la Pedagogía en Matemáticas (1983); la creación del Magíster en Estadística en 1986 y el Doctorado en Estadística, el primero en Latinoamérica de habla hispana, en 1997.
Han sido Decanos de la Facultad los profesores Rolando Chuaqui Kettlun, José López Tarrés, Claudio Fernández Jaña, Guillermo Marshall Rivera, Martin Chuaqui Farrú y Mario Ponce Acevedo.

### Departamentos
En la Facultad de Matemáticas se imparten las carreras de Licenciatura en Matemática, Licenciatura en Estadística y Título Profesional de Estadístico, además de programas de magíster y doctorado en Matemática y Estadística. También junto a la Escuela de Ingeniería, La Facultad de Matemáticas imparte la carrera de Licenciatura en Ingeniería en Ciencia de Datos.
Los estudiantes de programas de postgrado pueden realizar pasantías, preferentemente de cotutela de doctorado, con obtención de doble grado y/o codirección durante el desarrollo de sus proyectos de tesis, en universidades y centros de investigación de la más alta calidad en el extranjero. También existe la opción de obtener el doble grado a nivel de Doctorado para alumnos extranjeros que realicen su tesis en Chile y que aprueben los requisitos de admisión al programa correspondiente.

### Biblioteca
La Biblioteca Gauss pertenece al Sistema de Bibliotecas de la Pontificia Universidad Católica de Chile (SIBUC) y su objetivo principal es apoyar las actividades de investigación y postgrado de las Facultades de Física y Matemáticas. Otorga servicios especializados y ofrece a sus usuarios más de 30.000 ítemes, en su mayoría libros y revistas.
La Biblioteca está suscrita a cerca de un centenar de publicaciones periódicas impresas y con acceso en línea a más de 490 títulos en diferentes áreas de la Estadística y la Matemática. Se encuentra ubicada a nivel subsuelo en el Edificio Rolando Chuaqui de la Facultad de Matemáticas, Campus San Joaquín. En su espacio de 394 metros cuadrados atiende diariamente alrededor de 200 usuarios.

## Postgrado

### Postgrado en Matemática
El programa de Doctorado en Matemática fue creado en 1972, siendo así el más antiguo del país. Se caracteriza por su excelencia académica, el alto nivel de exigencia y la diversidad de áreas en que sus profesores trabajan. El propósito fundamental es la formación de investigadores independientes, con un conocimiento amplio en las disciplinas básicas.
El programa cuenta con la acreditación de CNA. Un proyecto MECESUP en asociación con las Facultades de Ciencias de la Universidad de Chile y de la Universidad de Santiago ha permitido estrechar lazos entre los departamentos, en beneficio de una mayor interacción científica entre sus profesores y alumnos. Los profesores del Programa cuentan con diversos contactos con grupos de investigación en Chile y el extranjero. La Vicerrectoría de Investigación de nuestra Universidad (VRI) brinda su apoyo a través de becas de mantención y de otros fondos para el desarrollo del postgrado y la investigación. El programa de Postgrado en Matemáticas acoge a los Programas de Magíster y de Doctorado, que tienen un primer año común.

### Postgrado en Estadística
El programa de Doctorado en Estadística se inauguró en 1998, siendo el primero de este tipo en América Latina, con la excepción del programa de Doctorado de la Universidad de Sao Paulo, Brasil. El programa fue acreditado por CONICYT en 1999 y posteriormente lo ha sido por CONAP y CNA. Se destaca la participación de varios estudiantes extranjeros. Sus 22 graduados se desempeñan mayoritariamente como académicos universitarios, mientras que algunos lo hacen en la empresa y el sector público. 
El programa de Magíster en Estadística fue creado en 1987, y cuenta desde entonces con la acreditación de Conicyt y posteriormente de CONAP. Desde su creación, han participado en este programa alumnos provenientes de diferentes países latinoamericanos. Con la creación en 1998 del Doctorado en Estadística, se produjo una reorientación del Programa de Magíster de modo de hacerlo más accesible a estudiantes provenientes de diversas disciplinas y que están interesados en reforzar los aspectos cuantitativos. Los programas de Magíster y Doctorado en Estadística tienen un primer año común, pero postulantes al doctorado debidamente calificados pueden ser directamente admitidos en el segundo año.

## Investigación
Las principales líneas de investigación en el Departamento de Matemáticas son álgebra, análisis complejo, análisis numérico, ecuaciones diferenciales, geometría, lógica, probabilidad, análisis estocástico, física-matemática, sistemas dinámicos y teoría de scattering y de operadores. 
Las principales líneas de investigación en el Departamento de Estadística son bioestadística y epidemiología, estadística genética, inferencia estadística, métodos bayesianos semiparamétricos, modelos para datos longitudinales, psicometría y medición educacional, series de tiempo y econometría y teoría estadística en modelos elípticos y skew-elípticos.

## Extensión
La Dirección de Vinculación con la Sociedad, tiene como misión contribuir con el desarrollo de la sociedad mediante la transferencia del conocimiento que genera la Facultad, en acciones concretas y aplicadas que aporten con el desarrollo del país y mejoren la calidad de vida de las personas. 
A través de diversos proyectos, la Facultad de Matemáticas UC a través de su Dirección de Extensión cumple con el objetivo de generar vinculación con el medio, promover en la sociedad el interés por las matemáticas, realizar la transferencia tecnológica de los proyectos de investigación que se impulsan en la Facultad y contribuir con el desarrollo de una cultura científica y de innovación en el país.

## Representación Estudiantil

### Centro de Estudiantes
El Centro de Estudiantes de la Facultad de Matemática (CEFMAT UC) es el organismo que representa ante la comunidad universitaria de la Pontificia Universidad Católica de Chile (UC), dentro de su ámbito de competencia, a los estudiantes de pregrado de los programas de Estadística y Licenciatura en Matemática.
Actualmente la directiva del CEFMAT está compuesta por:
- Presidente: Víctor Polo - Matemática
- Vicepresidenta Interna: Thyare Parra - Estadística
- Vicepresidente Externo: Alonso Fierro - Matemática
- Secretaria: Emilia López - Matemática
- Tesorero: Lucas Hermosilla - Matemática
- Encargado de Comunicaciones: Agustín Baeza - Matemática